# Пьетрас, Питер
Пи́тер Пье́трас (англ. Peter Pietras; 21 апреля 1908, Трентон, Нью-Джерси, США — апрель 1993) — американский футболист, полузащитник, игрок сборной США, участник чемпионата мира 1934 года и Олимпийских игр 1936 года.

## Карьера

### Клубная
Питер Пьетрас выступал за клуб «Филадельфия Джерман Американс», начиная с 1933 года, в течение пяти сезонов. В 1935 году он стал победителем чемпионата Американской футбольной лиги, а в 1936 году в составе клуба выиграл кубок США. Завершил карьеру в 1938 году.

### В сборной
В 1934 году в составе национальной сборной он принял участие в чемпионате мира по футболу, провёл две встречи: отборочную игру с мексиканцами и матч финального турнира против сборной Италии. Спустя два года на Олимпиаде 1936 Пьетрас вновь сыграл против сборной Италии, сборная США уступила 0:1.
| Матчи и голы Питера Пьетраса за сборную США | Матчи и голы Питера Пьетраса за сборную США | Матчи и голы Питера Пьетраса за сборную США | Матчи и голы Питера Пьетраса за сборную США | Матчи и голы Питера Пьетраса за сборную США | Матчи и голы Питера Пьетраса за сборную США | Матчи и голы Питера Пьетраса за сборную США |
| ------------------------------------------- | ------------------------------------------- | ------------------------------------------- | ------------------------------------------- | ------------------------------------------- | ------------------------------------------- | ------------------------------------------- |
| №                                           | Дата                                        | Место проведения                            | Соперник                                    | Счёт                                        | Голы                                        | Турнир                                      |
| 1                                           | 24 мая 1934                                 | Рим, Италия                                 | Мексика                                     | 4:2                                         | -                                           | Отборочный матч к ЧМ 1934                   |
| 2                                           | 27 мая 1934                                 | Рим, Италия                                 | Италия                                      | 1:7                                         | -                                           | Чемпионат мира 1934                         |
| 3                                           | 3 августа 1936                              | Берлин, Германия                            | Италия                                      | 0:1                                         | -                                           | Олимпийские игры 1936                       |

Итого: 3 матча / 0 голов; 1 победа, 0 ничьих, 2 поражения.